# 港头埠
港头埠，位于中国广东省湛江市雷州市雷城镇南七里，为湛江市雷州市的一个市级文物保护单位，类型为古建筑，公布时间为2001年8月17日。
港头埠的历史年代为汉—近代。